# المسيحية والإجهاض

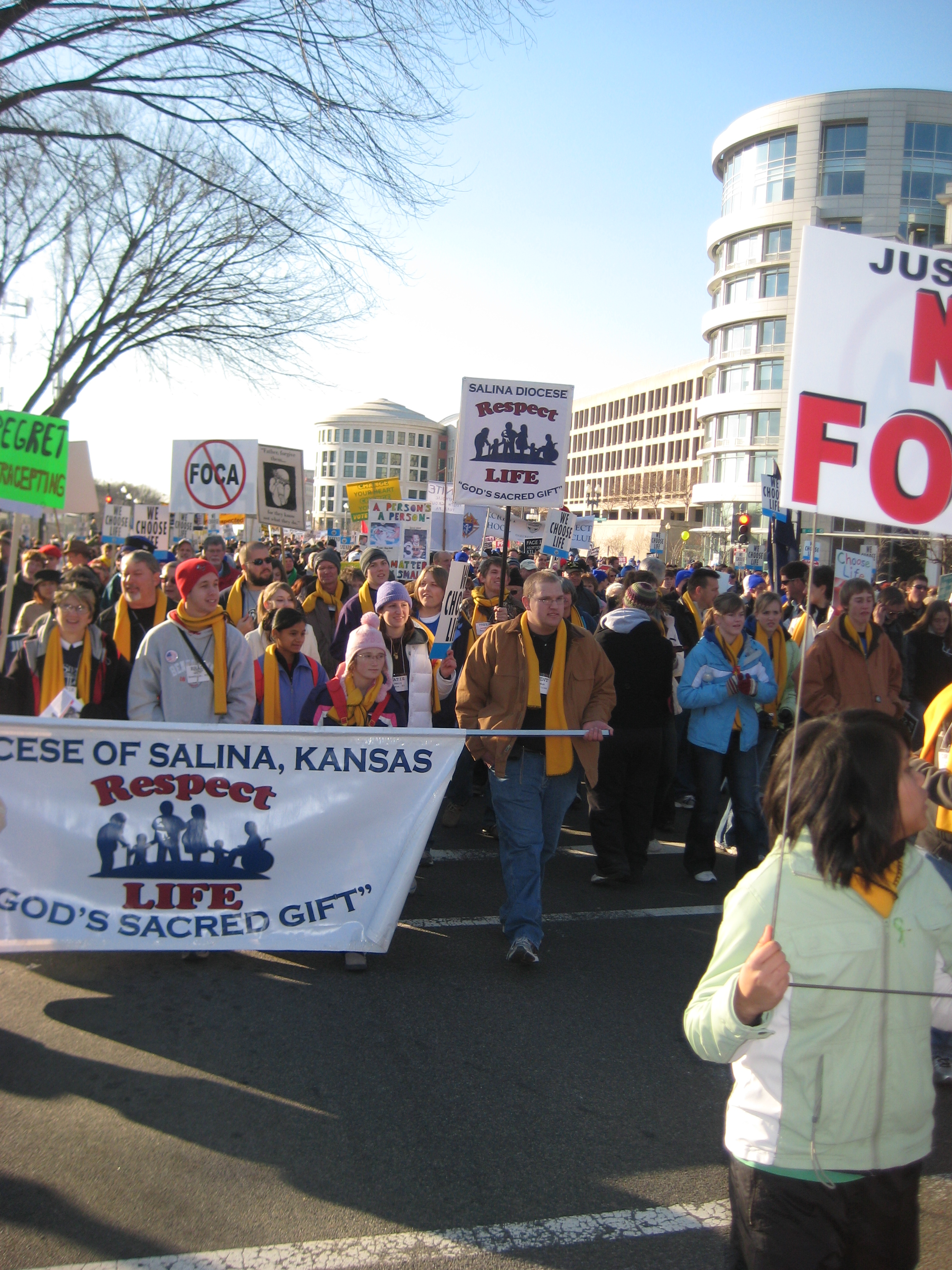
مظاهرة مسيحية ضد الإجهاض.

رفضت المسيحية وأد الأطفال بشكل قاطع، وذلك استنادًا إلى تعاليم الرسل والديداخي: «لا تقتل من ولدت». لاحقًا شجب آباء الكنيسة هذه الممارسات وكتب عدد منهم مؤلفات مثل ترتليان وأثيناغوراس وغيرهما لشجب هذه المماراسات واعتبروا أن قتل طفل هو «خطيئة شريرة». وفي عام 318 صدر قانون في القسطنطينية يجرم الوأد.
فيما يخصّ الإجهاض، فمنذ نشوؤها اتخذت المسيحية موقفًا معارضًا للإجهاض، مع أنه لا يوجد أي ذكر له في الكتاب المقدس، وهناك خلاف علمي حول كيف شعر المسيحيون في وقت مبكر بخصوص الإجهاض، حيث لا يوجد حظر صريح للإجهاض في أي من العهد القديم أو العهد الجديد. وقد خلص بعض الباحثين إلى أن المسيحيين الأوائل اتخذوا موقفاً دقيقاً بشأن ما يسمى الآن بالإجهاض، وأنه في أوقات مختلفة وفي أماكن منفصلة اتخذ المسيحيون الأوائل مواقف مختلفة. وقد خلص علماء آخرون إلى أن المسيحيين الأوائل إعتبروا الإجهاض خطيئة في جميع المراحل؛ كما أن العقائد أدرجت الإجهاض ضمن فعل القتل المنهي عنه في الوصايا العشر. ويشمل تجريم الإجهاض بدءًا من اللحظة الأولى للتخصيب. أي أنه وبمفهوم الكنيسة العَقدي فإن الجنين يتمتع بكامل حقوق الحياة. لا يزال هذا الموقف، موقف غالبية الطوائف المسيحية وتشجع على الإنجاب، تاركة أيّاه لتقدير الزوجين، وتراه «هبة إلهية». وعلاوة على كونه خطيئة كبيرة، يُعتبر جريمة عقوبتها الحرمان الكنسي. وعاقبت المجامع الكنسية في وقت مبكر النساء اللواتي أقدمن على عمليات الإجهاض والتي تم دمجها مع جرائم جنسية أخرى، فضلاً عن صناع الأدوية المجهضة، ولكن، مثل بعض آباء الكنيسة في وقت مبكر مثل باسيليوس قيصرية، لم يميز بين الأجنة «المتشكلة» و«الغير متشكلة». في حين أن غريغوري من نيسا وماكسيموس اعترفا أن الحياة البشرية بدأت بالفعل خلال الحمل، أكد أوغسطينوس أن مفاهيم أرسطو التعويضية التي تحدث بعد مرور بعض الوقت بعد الحمل، وبعد ذلك الإجهاض كان يعتبر قتلاً، في حين لا يزال الحفاظ وإدانة الإجهاض في أي وقت من الحمل فصاعدا. > وقد فرضت معظم الكنيسة عقوبة متساوية للإجهاض سواء في مرحلة مبكرة أو متأخرة، إلا أن الحقبة اللاحقة في العصور الوسطى كانت تميز عادةً بين الاثنين، وفرضت عقوبة أكبر للإجهاض في فترة متأخرة، وفرضت عقوبة أقل خطورة على خطيئة الإجهاض «قبل أن يمتلك الجنين الحياة».
حتى القرن التاسع عشر كانت غالبية الدول ذات الأكثرية المسيحية لا تسمح بإجراء عمليات إجهاض، غير أنه ومع تكاثر انتشار الظاهرة تزامنًا مع فصل الدين عن الدولة، أخذت القوانين المؤيدة له تنتشر في العالم الغربي، إلا أن ذلك لم يطوِ الجدل حول هذه القضية. لدى الطوائف المسيحية المعاصرة مواقف وأفكار وتعاليم دقيقة حول الإجهاض، وخاصةً في الظروف المخففة. تعارض الكنيسة الكاثوليكية، والكنيسة الأرثوذكسية الشرقية، ومعظم البروتستانت الإنجيليين الإجهاض المتعمد الغير أخلاقي، في حين يُسمح ما يطلق عليه أحياناً الإجهاض غير المباشر، أي العمل الذي لا يسعى إلى وفاة الجنين كنهاية أو وسيلة ولكن يتبعها الموت كأثر جانبي. بعض الطوائف البروتستانتية الرئيسية مثل الكنيسة الميثودية وكنيسة المسيح المتحدة والكنيسة الإنجيلية اللوثرية الأمريكية، من بين أمور أخرى، أكثر تساهلاً للإجهاض. وبشكل رئيسي، يمكن اعتبار بعض الطوائف المسيحية مؤيدة للحياة في حين يمكن اعتبار البعض الآخر مؤيدا للإختيار. بالإضافة إلى ذلك، هناك أقليات كبيرة في بعض الطوائف التي لا توافق على موقفهم من الإجهاض.